# 李明珠 (花式溜冰教練)
李明珠 （1962年10月30日—），中國花式滑冰教練，山東煙台人。
1980年代，李明珠在東北發掘了陳露，並帶領她於1994年奪下第一面奧運銅牌、於1995年榮登世界錦標賽冠軍。其後陳露與她拆夥，她於1997年隨丈夫移居美國，曾在加州阿蒂西亞、由關穎珊家族經營的華美冰宮（East West Ice Palace）工作。2005至2009年擔任張圓圓教練期間，張圓圓得到世青賽冠軍。2010年，李明珠回國接任中國國家花式滑冰隊女子單人滑教練組組長，耿冰娃、張可欣與李子君都是她的學生。

## 外部連結
- 李明珠的新浪博客 （页面存档备份，存于）